# Iwajlo Georgiew (Eishockeyspieler)
Iwajlo Georgiew (bulgarisch Ивайло Георгиев; * 27. August 1997) ist ein bulgarischer Eishockeyspieler, der seit 2021 beim NSA Sofia in der bulgarischen Eishockeyliga spielt.

## Karriere
Iwajlo Georgiew begann seine Karriere als Eishockeyspieler in der Nachwuchsabteilung des HK Slawia Sofia. 2012 und 2013 wurde er mit dem Klub bulgarischer U16-Meister und 2013 und 2014 bulgarischer U18-Meister. Seit der Spielzeit 2014/15 gehörte er zum Kader der Herren-Mannschaft in der bulgarischen Eishockeyliga. 2021 wechselte er zum Ligakonkurrenten NSA Sofia, mit dem er 2022 erstmals bulgerischer Meister wurde.

### International
Im Juniorenbereich spielte Georgiew für Bulgarien in der Division III der U18-Weltmeisterschaften 2014, 2015 und 2016 sowie den U20-Weltmeisterschaften 2016, 2017 und 2018.
Mit der bulgarischen Herren-Nationalmannschaft nahm Georgiew erstmals an der Olympiaqualifikation für die Winterspiele in Pyeongchang 2018 teil. Anschließend spielte er bei den Weltmeisterschaften 2017, 2018 und 2019, als der Aufstieg in die Division II gelang, in der Division III. Bei der Weltmeisterschaft 2022 spielte er dann in der Division II. Zudem vertrat er seine Farben beim Olympiaqualifikationsturnier für die Winterspiele in Peking 2022.

## Erfolge und Auszeichnungen
- 2012 Bulgarischer U16-Meister mit dem HK Slawia Sofia
- 2013 Bulgarischer U16- und U18-Meister mit dem HK Slawia Sofia
- 2014 Bulgarischer U18-Meister mit dem HK Slawia Sofia
- 2019 Aufstieg in die Division II, Gruppe B, bei der Weltmeisterschaft der Division III
- 2022 Bulgarischer Meister mit dem NSA Sofia